# Parafia św. Mikołaja w Wierzenicy
Parafia św. Mikołaja w Wierzenicy – rzymskokatolicka parafia w Wierzenicy należąca do dekanatu czerwonackiego. Msze odbywają się w Wierzenicy i w Karłowicach. Przy kościele w Wierzenicy działa Katolicki Ośrodek Wychowania i Terapii Uzależnień Caritas Archidiecezji Poznańskiej, prowadzony przez księży z parafii.

## Historia
Pierwsze wzmianki o parafii pochodzą z XIII wieku. Pierwszym wymienionym w dokumentach proboszczem jest Filip (1335). W latach 1812–1947 parafia w Wierzenicy miała wspólnego proboszcza z parafią św. Józefa w Kicinie, a w latach 1947–1958 wspólnego z parafią św. Michała Archanioła w Uzarzewie.
Początkowo parafia należała do dekanatu poznańskiego, później kolejno rogozińskiego, obornickiego, swarzędzkiego a obecnie czerwonackiego, pozostając jednak cały czas w archidiecezji poznańskiej i przy granicy z archidiecezją gnieźnieńską.
Według zachowanych dokumentów parafia obejmowała
- w 1778 roku wsie: Wierzenica, Wierzonka, Kobylnica, Dębogóra, Skorzęcin, Barcinek.
- w 1840 roku wsie: Wierzenica, Kobylnica, Karzemka Wierzenicka, Wierzonka, Skorzęcin, Barcinek, Karłowice, Milno, Dębogóra, Maruszka, Stare Legi

obecnie, po wydzieleniu w 1975 roku parafii w Kobylnicy, parafia św. Mikołaja obejmuje: Wierzenicę, Wierzonkę, Karłowice, Mielno, Dębogórę, Barcinek, część Mechowa i Skorzęcin.
Od 1999 roku w parafii ukazuje się pismo "Wierzeniczenia", którego tytuł zaczerpnięty jest z listów o Wierzenicy pisanych przez Zygmunta Krasińskiego do Augusta Cieszkowskiego.

## Cmentarz parafialny

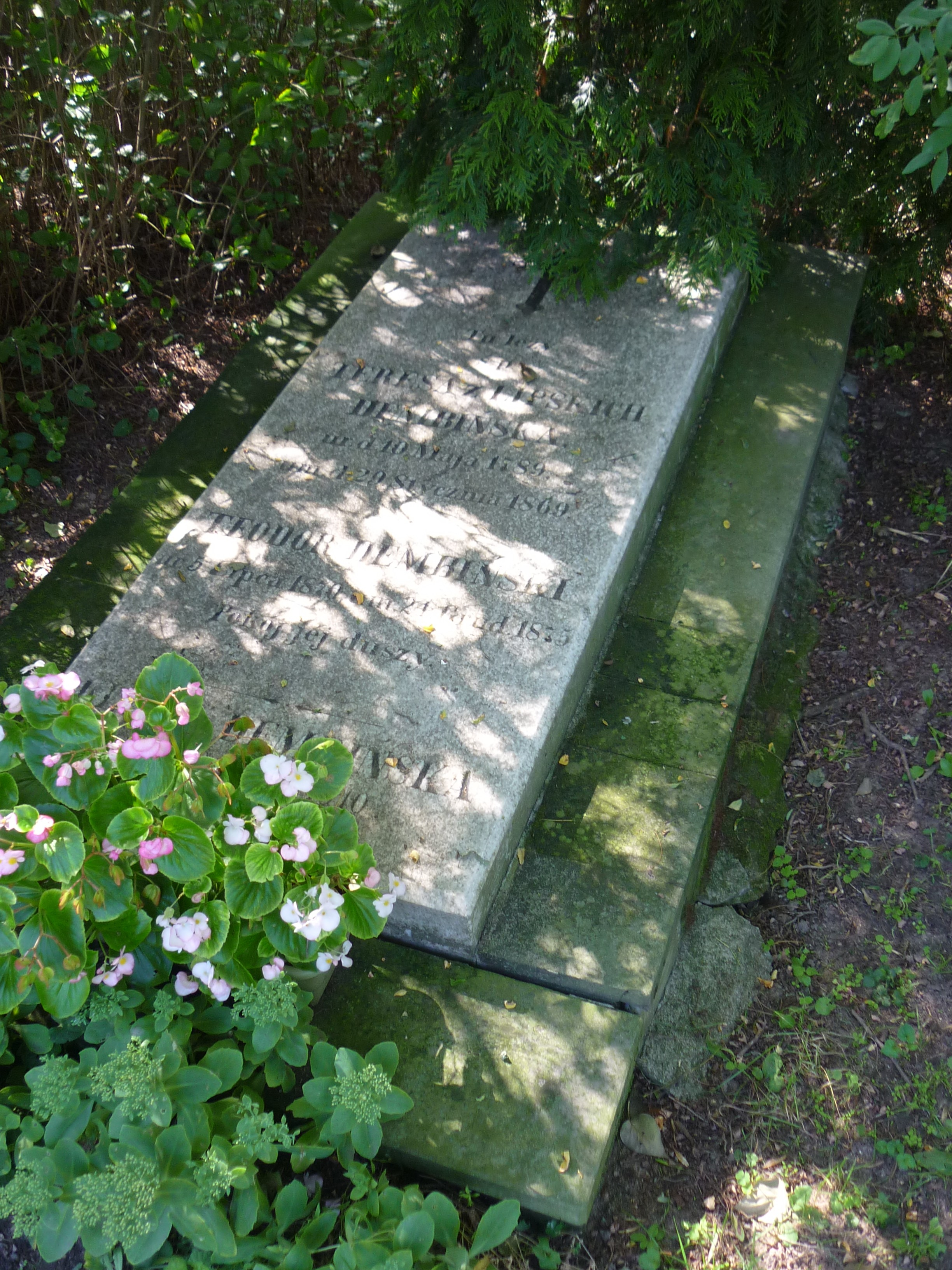
grób rodziny Dembińskich przy kościele św. Mikołaja

Początkowo cmentarz parafialny mieścił się przy kościele w Wierzenicy. W 1628 roku stała na nim kostnica. Z przykościelnych mogił zachował się jedynie grób rodziny Dembińskich.
Współczesny cmentarz znajdujący się przy drodze z Wierzenicy do Wierzonki założony został w 1830 roku. Najstarszy datowany grób na cmentarzu pochodzi z 1890 roku. Na cmentarzu znajduje się również grób nieznanego żołnierza Armii Poznań, który zginął 3 września 1939 w trakcie bombardowania należącej wówczas do parafii Kobylnicy.